# Cylistella fulva
Cylistella fulva är en spindelart som beskrevs av Arthur M. Chickering 1946. Cylistella fulva ingår i släktet Cylistella och familjen hoppspindlar. Inga underarter finns listade i Catalogue of Life.